# Шерепа

Шреня́ва (Szreniawa, Krzywaśń, Occele, Ocele, Śrzeniawita, Śrzeniawa, Śrzeniewta, Śreniawa) — родовий герб польської шляхти.

Шерепа (пол. Szerepa, біл. Шарэпа, лат. Sherepa) — білоруське прізвище шляхтичів гербів «Шранява», «Сирокомля», «Юноша». Також придомок роду Лапицьких. Представлений у Руському, Полоцькому, Подільському воєводствах.

## Представники
Михайло Шерепа-Лапицький (пол. Szerepa-Łapicki Michal), війт міста Слуцьк, обраного сеймом міста Полоцька ротмістром Полоцького воєводства 1711 року, 8 лютого «для обуздания самовольной толпы на границе Российской делающей на разные имения нападения». Войт (пол. Wojt) — по Магдебурзькому праву службова особа, яка очолювала магістрат, виконувала функції міської адміністрації, управління міською власністю і судді.